# Gerd Siegmund
Gerd Siegmund (Oberhof, RDA, 7 de febrero de 1973) es un deportista alemán que compitió en salto en esquí. Ganó una medalla de plata en el Campeonato Mundial de Esquí Nórdico de 1995, en la prueba de trampolín grande por equipo.

## Palmarés internacional
| Campeonato Mundial | Campeonato Mundial   | Campeonato Mundial | Campeonato Mundial |
| Año                | Lugar                | Medalla            | Prueba             |
| ------------------ | -------------------- | ------------------ | ------------------ |
| 1995               | Thunder Bay (Canadá) | Medalla de plata   | TG por equipos     |